# Goal - Speak English, Play Football
Goal - Speak English, Play Football è una serie televisiva britannica.

## Descrizione
La fiction è prodotta da Hewland International per la BBC Worldwide; andò in onda in prima visione sulla TV di Stato britannica nel 2003. In Italia, questa serie viene trasmessa in lingua originale all'interno de IlD, un contenitore formativo per bambini e ragazzi realizzato dalla Rai in collaborazione con il Ministero della pubblica istruzione, in onda sul canale televisivo Rai Edu 1 poi rinominato Rai Scuola.